# Земетресение в Мексико (2006)
Земетресението в Мексико през 2006 е с магнитуд 5,9 по скалата на Рихтер. Бедствието се разразява на 11 август 2006 в 14:30:44 (UTC) на около 200 км югозападно от столицата Мексико.